# Celso y Marcionilla
Celso y Marcionilla (griego: Κέλσος & Μαρκιονίλλα) fueron unos de los primeros cristianos mártires. Marcionilla fue una matrona, y Celso era su hijo pequeño. Junto con Anastasio, Antonio, Juliano y otros sufrieron el martirio en Antioquía durante la Persecución de Diocleciano.